# Feel Young
Feel Young (フィール・ヤング?, Fīru yangu)

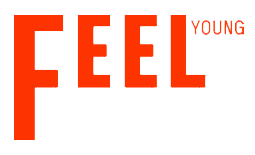

è una rivista giapponese di manga josei pubblicata da Shōdensha ogni 8 del mese. Per questa rivista sono passate mangaka del calibro di Moyoco Anno, Mitsue Aoki, Mitsukazu Mihara, Kiriko Nananan, Mari Okazaki, Erica Sakurazawa, Ebine Yamaji e altri.
Talvolta dai fan è abbreviata in Fiyan (フィーヤン?, Fīyan).

## Serie pubblicate
Le serie pubblicate della rivista compaiono quasi ogni mese, tranne rare eccezioni.
- Ai no jikan
- Bari bari densetsu di Junko Kawakami
- Kyō mo otenki di Erica Sakurazawa
- My Genderless Boyfriend di Tamekou
- Otto suguroku
- Slow di Kyuuta Minami
- Soul of Rock di Niko Noseku
- Tamashii no futago di Mitsukazu Mihara
- Usagi Drop di Yumi Unita